# Кріша Пінясов
Кріша Пінясов (мокш. Криша Пинясов, рос. Григорий Пинясов; нар. 11 вересня 1944, с. Мокшень Кужа) — мокшанський письменник, прозаїк, перекладач та драматург, один із лідерів мокшанського національного руху. Член правління Спілки письменників Мордовії, заслужений письменник Республіки Мордовія (1994), лауреат Державної премії Республіки Мордовія  (2000).

## Життєпис
Народився Кріша Пінясов 11 вересня 1944 року в селі Мордовська Поляна Інсарського району (нині Зубово-Полянський район) Мордовії. Закінчив Зубовополянское педучилище у 1969 році, потім заочне відділення Мордовського державного університету імені М. П. Огарьова в 1975 році. Службу в Радянській Армії проходив на території Німеччини з 1963 по 1966 рік.
Працював в газеті «Мокшень правда». За 16 років роботи в газеті пройшов шлях від учня літпрацівника до відповідального секретаря. 
У 1982 році Кріша Пінясов був затверджений головним редактором часопису «Мокша».
Пінясов був обраний у 1992 році на з'їзді мордовського народу одним з його співголів. 
У 1998 році очолив дитячий ілюстрований журнал «Якстерь тяштеня». 
Кріша Пінясов представляв Мордовію у Всесвітньому консультативному комітеті фінно-угорських народів. 

## Творчість
Перший вірш «Ваймама Шіня» («У день відпочинку») надруковано в 1959 році в часописі «Мокша». У 1977 році окремим виданням виходить повість «Ветецесь» («П'ятий»), твір глибоко гуманістичний, високого морального напруження. В результаті численних поїздок до військових моряків Чорноморського флоту, участі у великих морських навчаннях з'явилася повість «До самого теплого березі». 
Окремі твори видавалися в Москві, Болгарії, в фінно-угорських республіках. 
Кріша Пінясов переклав мокшанською мовою п'єсу фінської письменниці Інкері Кільпінен «Білі троянди на столі», п'єсу угорського драматурга Арпада Гёнца«Камінь на камені», а також твори російських, удмуртських, чувашских, марійських письменників. Його книги «Сембода Лямбу берякті» («До самого теплого березі», 1988), «Тушенттама, аля, тушенттама» («Йдемо, друг, йдемо», 1990), «Старі рани» (1995), «Ештер туцят» (2000) є популярними серед читачів. 
У 2004 році вийшла в світ книга казок, оповідань та повістей «Вірявань руця» («Хустина Віряви»).